# AlgaeBase
AlgaeBase – serwis internetowy zawierający bazę danych dotyczących taksonów glonów założony 20 marca 1996 r. przez Michaela D. Guiry’ego. Oprócz organizmów współcześnie zaliczanych do glonów, zawiera również informacje o niektórych roślinach nasiennych niegdyś łączonych z glonami. Serwis AlgaeBase jest na bieżąco aktualizowany, przez co po kolejnych publikacjach naukowych zawarte w nim informacje zmieniają się.
Michael Guiry, irlandzki fykolog morski, rozpoczął gromadzenie danych o wodorostach zasiedlających morza wokół Irlandii i północno-wschodniej Europy na witrynie internetowej www.seaweed.ie w 1996 r. Następnie do nowo powstającej bazy AlgaeBase dodano informacje o innych morskich makroglonach Europy, a potem o pozostałych grupach glonów z całego świata. W 2005 r. w bazie znajdowało się ok. 65 000 nazw taksonów, z czego połowa miała status „zaakceptowana”. Liczba zaakceptowanych nazw gatunkowych z podziałem na grupy przedstawiała się następująco: Baccillariophyta – 9000, Chlorophyta – 5000, Cyanophyta – 2000, Dinophyta – 1500, Euglenophyta – 1000, Phaeophyta – 1600, Rhodophyta – 6500, pozostałe – 4000. Tak szeroki zasięg oznaczał, że AlgaeBase stała się bazą typu Global Species Database. W związku z rozwojem bazy, w czerwcu 2012 r. część taksonów występowała pod nowymi nazwami (np. dawniejsze Cyanophyta jako Cyanobacteria), a taksonów o poziomie gatunku lub niższym zarejestrowano w większych grupach: Charophyta – 3470, Chlorarachniophyceae – 12, Chlorophyta – 4548, Choanozoa – 79, Cryptophyta – 148, Cyanobacteria – 3300, Euglenozoa – 1189, Glaucophyta – 14, Haptophyta – 510, Myzozoa – 2277, Ochrophyta – 11571, Percolozoa – 3, Rhodophyta – 6131, co łącznie daje 33 260 gatunków o zaakceptowanym statusie. W niektórych grupach, zdaniem twórcy bazy, niemal wyczerpuje to szacowaną liczbę wszystkich współcześnie występujących gatunków, podczas gdy w innych to mniej niż połowa. W AlgaeBase są również zarejestrowane nazwy niebędące zaakceptowane, wśród nich są synonimy taksonomiczne nazw zaakceptowanych, jak również inne nazwy budzące wątpliwości. W 2012 r. było ich około 100 000.
W ciągu roku między 31 maja 2011 a 1 czerwca 2012 najwięcej odwiedzin serwisu pochodziło ze Stanów Zjednoczonych (115 703), na dalszych miejscach były: Brazylia (38 991) i Meksyk (31 874).